# 熱帶風暴圓規 (2016年)
熱帶風暴圓規（英語：Tropical Storm Kompasu；國際編號：1611；聯合颱風警報中心：WP132016）為2016年太平洋颱風季第11個獲得命名的熱帶氣旋。「圓規」（コンパス）一名為第3次使用，上兩次分別在2004年和2010年。此名由日本提供，指圓規座。圓規是「季候風渦旋」之下第7個熱帶氣旋，第6個近距離掠過日本之風暴，屬於典型掠過日本後轉化為溫帶氣旋的熱帶氣旋。

## 發展過程
2016年8月16日，一個低壓區在關島東北方海面生成，美國海軍研究實驗室在下午9時給予擾動編號98W，日本氣象廳在17口下午8時將其升格為熱帶低氣壓。聯合颱風警報中心在18日上午7時30分對其在24小時內形成為熱帶氣旋的機會評為「低」，但隨後日本氣象廳在上午8時認為其已消散。不過日本氣象廳在下午8時再次將其升格為熱帶低氣壓。聯合颱風警報中心在19日上午7時30分對其在24小時內形成為熱帶氣旋的機會跳個評級「低」，直接提升為「高」，並同步發出熱帶氣旋形成警報，而日本氣象廳在下午9時25分對其發出烈風警報。20日，聯合颱風警報中心在上午2時將其升格為熱帶風暴，並且給予編號13W。隨後日本氣象廳在上午8時將其升格為熱帶風暴，同時命名為圓規，並給予國際編號1611。21日下午10時，圓規登陸北海道釧路市，日本氣象廳於翌日上午2時評定其已轉化為溫帶氣旋。

## 外部連結
- （日語）日本氣象廳：1611最佳路徑數據 （页面存档备份，存于）、2016年熱帶氣旋最佳路徑（數據 （页面存档备份，存于）、路徑圖 （页面存档备份，存于））
- （英文）美國聯合颱風警報中心：13W最佳路徑數據 （页面存档备份，存于）、熱帶風暴圓規最佳路徑圖[永久]
- （英文）美國海軍研究實驗室：13W檔案[]
- （繁體中文）中華民國交通部中央氣象局：侵臺颱風資料庫——輕度颱風圓規、圓規最佳路徑圖[永久]、2016年氣象年報及觀測年報（有待公佈）
- （繁體中文）香港天文台：《2016年8月熱帶氣旋概述》 （页面存档备份，存于）、《2016熱帶氣旋年刊》（網頁版有待公佈）